# Janvier 1919

## Événements
- Afrique[1] : création par Clements Kadalie de l’Industrial and Commercial Workers Union (ICU), premier syndicat noir en Afrique du Sud. Il compte 60 000 membres en 1926.
- Mémorandum de Faysal : la Grande-Bretagne, qui considère le Hedjaz comme une puissance belligérante faisant partie du camp des vainqueurs, fait pression pour que l’émir Faysal soit le seul représentant des Arabes à la conférence de Versailles. Elle interdit aux Palestiniens, aux Mésopotamiens et aux Égyptiens d’envoyer une délégation. Encadré par des officiers britanniques (T. E. Lawrence), Faysal expose les revendications arabes, nettement favorables à l’influence britannique : il propose une confédération d’États sous la direction de son père Hussein, composée de la Syrie, de l’Irak, de la Palestine, du Hedjaz, du Yémen. En Syrie et en Irak, Faysal demande l’appui de conseillers étrangers, sans en préciser la nationalité. En Palestine, il estime que le conflit potentiel entre Juifs et Arabes nécessite une tutelle étrangère directe. Il ne fait pas mention des revendications françaises au Liban et en Syrie.
- Premier gouvernement indépendant en Pologne. Józef Piłsudski est élu chef de l’État. Ignacy Paderewski devient président du Conseil.

- 1er janvier : 
  - Fondation du parti communiste d'Allemagne (KPD) ou Ligue Spartakus.
  - Indépendance de la Biélorussie, érigée en république socialiste soviétique (fin en 1921).
  - Naissance du 5ème premier ministre du Soudan, Al Khatim al Khalifa.

- 3 janvier : accord signé entre Faysal et Weizmann. Il parle d’un État arabe en Palestine mais affirme également que les statuts de cette dernière doit être définis selon les termes de la déclaration Balfour. L’immigration des Juifs sera libre et l’Organisation sioniste aidera au développement de l’État arabe. Faysal ajoute que cet accord est conditionné par la satisfaction des demandes d’indépendance qu’il a exposées à Versailles. L’échec des revendications arabes devant les puissances rend l’accord caduc et en été Faysal revendique la Palestine comme partie du royaume arabe de Damas. Les nationalistes d’origine palestinienne, dans l’entourage de l’émir, se rapprochent du projet de Syrie intégrale de la France à condition que soit refusé tout projet sioniste.

- 5 janvier :
  - Création du Parti des travailleurs allemands, qui devient en 1920 le Parti national-socialiste des travailleurs allemands (NSDAP).
  - Début de l'insurrection spartakiste menée par les dirigeants berlinois du parti social-démocrate indépendant, les délégués révolutionnaires et les spartakistes. L’insurrection est écrasée par le ministre social-démocrate de la Reichswehr Gustav Noske et par les corps francs. Une république soviétique est proclamée à Brême en janvier. Elle dure quatre semaines.

- 7 - 14 janvier : semaine tragique en Argentine. La répression de la grève générale à Buenos Aires provoque la mort de plus de 200 ouvriers.

- 8 janvier : une « Assemblée générale des Saxons » réunie à Mediaş en Transylvanie accepte les résolutions d’Alba Julia et demande leur incorporation à la Roumanie.

- 10 janvier : David Lloyd George, Premier ministre du Royaume-Uni. Churchill au secrétariat à la Guerre.

- 15 janvier : Karl Liebknecht et Rosa Luxemburg sont assassinés par des membres de la garde montée.

- 18 janvier - 28 juin : conférence de Versailles.
  - Ouverture de la conférence de la Paix au Quai d’Orsay à Paris (1919-1921) qui réunit les représentants des 27 États victorieux de la Première Guerre mondiale afin de négocier les traités de paix et de créer la Société des Nations. Georges Clemenceau en est élu président, les autres représentants des grands pays sont le Britannique David Lloyd George, l'Américain Thomas Woodrow Wilson et l'Italien Vittorio Orlando.
  - La France, opposée au mémorandum de Faysal, favorise la présentation à Versailles de délégations syrienne et libanaise. Les revendications syriennes sont exposées par Comité central syrien, composé de personnalités francophiles. Sa délégation, reçue à Versailles le 13 février, demande la constitution d’une Grande Syrie englobant la Palestine et le Liban, placée sous la tutelle de la France. La délégation libanaise, essentiellement composée de Maronites revendique la création d’un Grand Liban de Tripoli à Saïda, incluant Beyrouth, sous tutelle française.
  - La délégation sioniste à Versailles réaffirme la nécessité de l’émigration libre vers la Palestine. Elle ne réclame pas directement un État mais demande qu’on laisse aux Juifs la possibilité de bâtir « une nation aussi juive que la nation française est française et que la nation britannique est britannique ». Cette déclaration est comprise par les Palestiniens comme le prélude de la prise de possession du  pays par les Juifs.
  - Les notables chiites envoient une adresse au président Wilson qui revendique l’autodétermination et l’indépendance du peuple irakien (21 février). La Grande-Bretagne empêche toute délégation nationale irakienne de se rendre en Europe.
  - La question syrienne envenime les relations franco-britanniques durant la conférence de Versailles. Wilson propose l’envoi d’une commission d’enquête chargée de recueillir l’avis des populations de Syrie. La France et la Grande-Bretagne refusent d’y participer, et les conclusions rendues par la commission à l’automne restent sans effets. En raison des troubles qui secouent son Empire, la Grande-Bretagne décide finalement de retirer ses troupes de Syrie à l’automne, reconnaissant l’influence française sur la région.
  - Privé des fonds britanniques, le Congrès syrien proclame l’indépendance totale de la Syrie sous la protection de Faysal. La France durcit sa position. Elle envoie une force militaire au Liban commandée par le général Gouraud. Des troupes arabes irrégulières pénètrent au Liban pour attaquer les positions françaises ou mènent des actions de sabotage contre les lignes ferroviaires menant vers les lignes de front françaises contre les kémalistes.

- 19 janvier :
  - France : l'aviateur Jules Védrines pose son avion Caudron G III sur les toits des Galeries Lafayette. Il empoche le prix de 25 000 francs offerts pour cet exploit mais devient aussi le premier délinquant aérien de l'histoire en contrevenant aux ordres de la Préfecture de Paris. Il meurt le 21 avril suivant en inaugurant la ligne Paris-Rome.
- Allemagne : élections à l’Assemblée nationale constituante. Victoire du SPD, du Zentrum et du DDP (démocrates) qui obtiennent les 3/4 des suffrages.

- 19 janvier - 13 février : « Monarchie du Nord ». Échec d'une tentative de restauration monarchique au Portugal.

- 21 janvier : début de la guerre d'indépendance irlandaise. Affrontements en Irlande entre troupes britanniques et forces nationalistes (1919-1922).

- 21 au 30 janvier : l'Américain Macauley traverse les États-Unis de Fort Worth à Fort Worth via San Diego et Miami.

- 24 janvier : le Parlement de Bucarest approuve cette union et celle de la Bessarabie.

- 26 janvier : double traversée de la Méditerranée par les Français Henri Roget et François Coli sur un « Breguet ».

- 27 janvier : les notables palestiniens organisent un congrès islamo-chrétien à Jérusalem et demandent l’application du principe de droit des peuples, leur rattachement à la Syrie et refusent les revendications françaises sur la Palestine. Ils demandent une tutelle britannique si celle-ci rejette le projet sioniste. Le congrès vote une organisation permanente, l’Association islamo-chrétienne, sous l’autorité du maire de Jérusalem Moussa Qassem al-Husseini.
- 29 janvier : ratification du XVIIIe amendement de la Constitution des États-Unis qui instaure dès l'année suivante la prohibition.

- 31 janvier : Battle of George Square. Charge de la police à Glasgow lors d'une grève pour la réduction du temps de travail.

## Naissances
- 1er janvier : Jerome David Salinger, écrivain américain († 27 janvier 2010).
- 5 janvier : Cécil Saint-Laurent (Jacques Laurent), écrivain français († 29 décembre 2000).
- 12 janvier : Jacques Mauclair, comédien français († 20 décembre 2001).
- 13 janvier : 
  - Robert Stack, acteur américain († 14 mai 2003).
  - Igor Gouzenko, défecteur russe († juin 1992).
- 15 janvier : Maurice Herzog, alpiniste et homme politique français († 13 décembre 2012).
- 16 janvier : Roger Nicolas, humoriste français († 17 août 1977).
- 23 janvier :
  - Hans Hass, zoologiste et océanographe († 16 juin 2013).
  - Ernie Kovacs, comédien américain († 13 janvier 1962).

## Décès
- 6 janvier : Theodore Roosevelt, ex-président des États-Unis (° 27 octobre 1858).
- 15 janvier : 
  - Rosa Luxemburg, militante révolutionnaire (° 5 mars 1871).
  - Karl Liebknecht, leader communiste (° 13 août 1871).
- 16 janvier : Georges Charbonneau, peintre français (° 23 décembre 1871).
- 26 janvier : Byam Shaw, peintre, illustrateur et enseignant britannique (° 13 novembre 1872).
- 30 janvier : Sam Steele, officier de la gendarmerie royale du Canada (º 5 janvier 1849).